# Sötétség

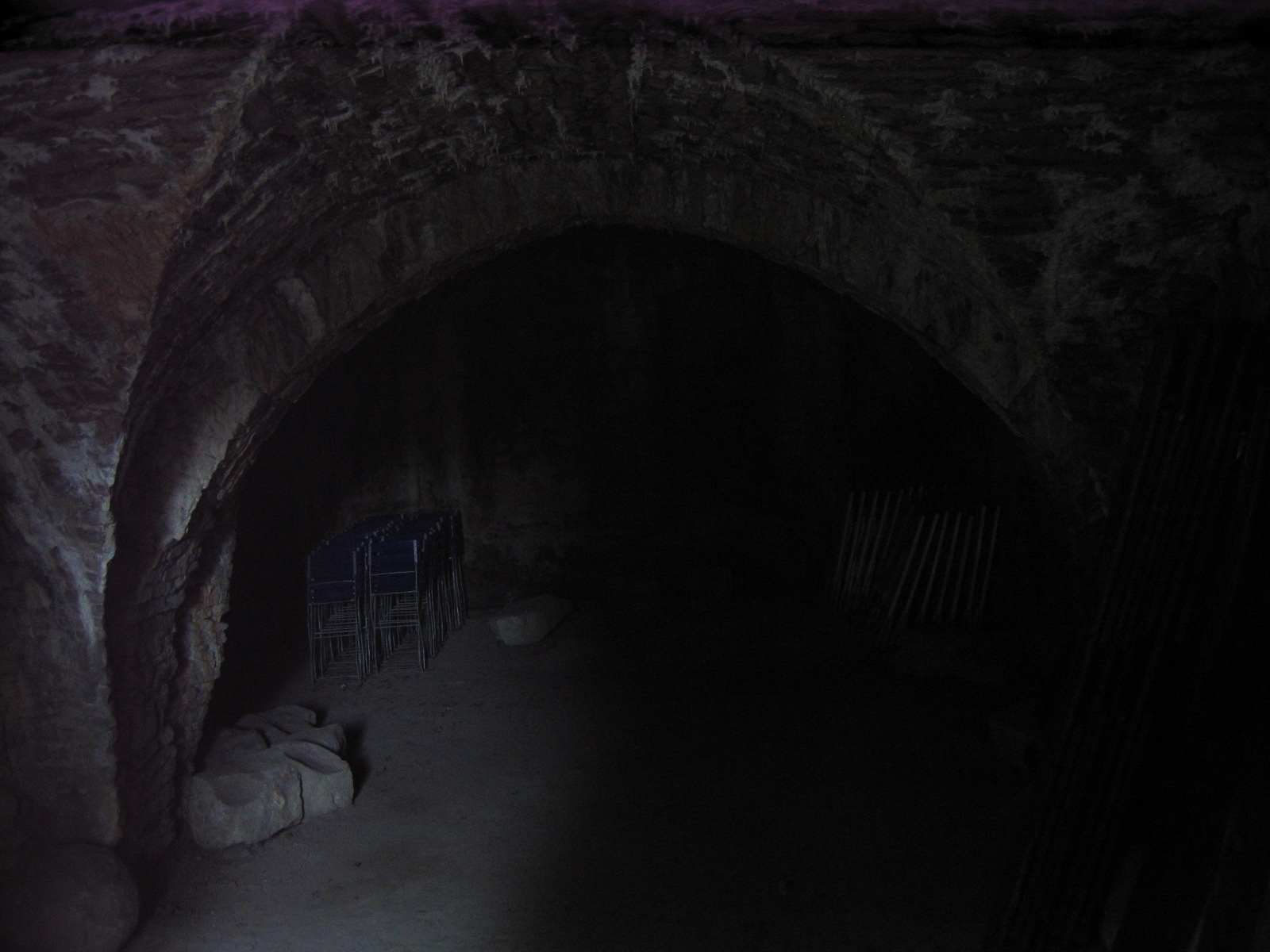
Sötétség Vlotho várában (Németország)

A sötétség a fény teljes ellentéte. A fogalom alatt általában a világítás hiányát, vagy a látható fény hiányát értjük.
Az emberi szem nem tudja megkülönböztetni a színeket sem nagyon magas, sem alacsony fényviszonyok idején.
Tudományos értelemben a sötétség észlelése különbözik a fény puszta hiányától, mivel az utóképnek (angolul afterimage) érzékelésre gyakorolt hatása van. Az észlelés során a szem aktív, és a retina stimulálatlan része kiegészítő utóképet produkál.
A fizikában egy tárgy akkor sötét, amikor elnyeli a fotonokat, ezáltal halványabbnak tűnik. Például a matt fekete festék nem tükröz vissza sok látható fényt, míg a fehér festék sok fényt tükröz vissza, így fényesnek tűnik.
A sötétség gyakori eleme a művészeteknek is: több festmény, zenemű és irodalmi mű témája a sötétség.
Az irodalomban a sötétség a gonosz szimbóluma, de azt is jelképezi, hogy egy történet súlyos vagy nyomasztó.
William Shakespeare Lear királyt a "sötétség hercegének" nevezte, a Szentivánéji álom című művében pedig szájat adott a sötétségnek, amivel fel tudja falni a szerelmet. A Canterbury mesék írója, Geoffrey Chaucer azt írta, hogy a "lovagoknak el kell űzniük a sötétséget". Az Isteni színjátékban Dante "puszta sötétségként" írta le a poklot.